# Alexander Dubček
Alexander Dubček (født 27. november 1921, død 7. november 1992) var en slovakisk politiker og kortvarigt leder af Tjekkoslovakiet (1968-1969), berømt for sit forsøg på at reformere det kommunistiske regime (Foråret i Prag). Efter at det kommunistiske diktatur var væltet, var han formand for det tjekkoslovakiske parlament og en prominent modstander af fløjlsskilsmissen efter fløjlsrevolutionen.
Dubček døde efter en bilulykke.
Han modtog Sakharov-prisen i 1989.

## Biografi
Dubček var født i Uhrovec i Tjekkoslovakiet og opvokset i Kirgisiske SSR (nu Kirgisistan) i Sovjetunionen, som medlem af det esperantistiske, industrielle kooperativ Interhelpo. Hans far, Štefan, flyttede fra Chicago til Tjekkoslovakiet efter 1. verdenskrig, da han nægtede at aftjene sin værnepligt grundet pacifisme. Alexander Dubček blev undfanget i Chicago, men født efter at familien var flyttet til Tjekkoslovakiet. Der blev Štefan en af grundlæggerne af det tjekkoslovakiske kommunistiske parti (KSČ).
Da Alexander Dubček var tre, flyttede familien til Sovjetunionen, dels for at hjælpe med at opbygge socialismen, dels fordi der ikke var meget arbejde at få i Tjekkoslovakiet. I 1938 vendte familien tilbage til Tjekkoslovakiet. Under 2. verdenskrig sluttede Alexander Dubček sig til modstandskampen mod den pro-tyske Slovakiske Republik under ledelse af Jozef Tiso. I august 1944 kæmpede Dubček i den slovakiske nationale opstand og blev såret. Hans bror Július blev dræbt. Under krigen sluttede Alexander Dubček sig til det slovakiske kommunistiske parti (KSS), som opstod efter dannelsen af den Slovakiske Republik.
Efter krigen steg han støt i rækkerne hos KSS og blev medlem af centralkomiteen i 1955. Han blev sendt til Moskvas politiske universitet i 1953 og bestod i 1958. I 1962 var han fuldgyldigt medlem af centralkomiteen i KSČ, og den 5. januar 1968 afløste han Antonín Novotný som førstesekretær for Tjekkoslovakiets kommunistiske parti (KSČ ). I de første måneder af 1968 fik den tjekkoslovakiske presse større ytringsfrihed, og ofre for Stalin-tidens politiske udrensninger blev rehabiliteret.
Da reformbevægelsen var knust efter Sovjetunionens invasion, måtte Dubček træde tilbage som partichef den 17. april 1969, men han var formand for Nationalforsamlingen til september 1969. Derpå var han en kort tid ambassadør i Tyrkiet. I juni 1970 blev han hjemkaldt og udelukket fra partiet, hvorefter han i mange år måtte leve som bogholder ved et savværk i Slovakiet.
Under omvæltningerne i 1989 ("Fløjlsrevolutionen") blev Dubček rehabiliteret og valgt til præsident for det tjekkoslovakiske parlament den 28. december 1989.
Alexander Dubček døde den 1. september 1992 som følge af et trafikuheld, hvis nærmere omstændigheder stadig står hen i det uvisse. Han blev begravet på de fremtrædende borgeres kirkegård (Slávičie údolie) i Slovakiets hovedstad, Bratislava.
Mænd med panserdobbelthager knytter hånd og stamper fod,
mens en ensom, blid slovaker lærer hele verden mod,
skrev André Bjerke i sit hyldningsdigt til Dubček.

## Eksternt link
- Leksikon for det 21. århundrede: Alexander Dubcek